# Basílica de Sant'Andrea delle Fratte
La basílica de Sant'Andrea delle Fratte (en italiano: basilica di Sant'Andrea delle Fratte, lit. 'basílica de San Andrés de las Malezas') es una iglesia de culto católico del centro histórico de Roma, ubicada en el rione de Colonna. La iglesia, que ya existía en el siglo XI, fue reconstruida en estilo barroco con un diseño de Francesco Borromini, entre 1653 y 1658 (la fachada no se construyó hasta 1862). El nombre deriva de su ubicación, cerca de la piazza di Spagna, una vez en las afueras de la ciudad, donde se encontraban árboles y arbustos.
La iglesia fue elevada a la dignidad de basílica menor por el papa Pío XII el 25 de abril de 1942; también es una iglesia parroquial, confiada a la Orden de los Mínimos, y un titulus otorgado por el papa Juan XXIII en 1960, San Andrés de las Malezas, sede de un cardenal diácono.
También es conocida como santuario de la Madonna del Milagro (santuario della Madonna del Miracolo), porque en su interior el abogado (y luego presbítero) francés de origen judío Alphonse Marie Ratisbonne, habría tenido una aparición mariana el 20 de enero de 1842. El hecho, reconocido por la Iglesia católica, provocó la conversión al catolicismo de Ratisbonne.

## Historia

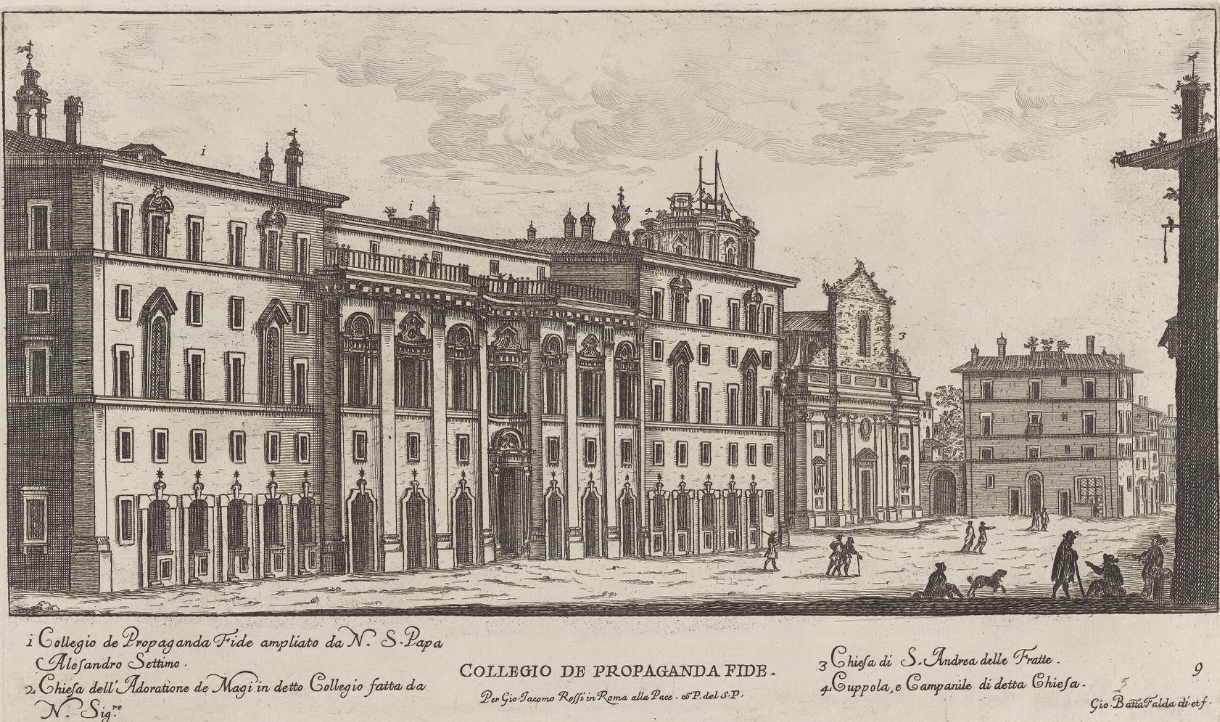
Vista del Colegio de Propaganda Fide y la iglesia de los Magos, y, a la izqda., Sant'Andrea delle Fratte con su cúpula y campanile, grabado de 1665 de G.B. Falda (1643–1678)

La iglesia fue reconstruida hacia el final del siglo XVI para la Orden de los Mínimos de san Francisco de Paula. Su nombre proviene de la proximidad de árboles y huertos desde el momento de su construcción. De 1653 a 1667, Francesco Borromini añadió una cúpula y un impresionante campanile a la iglesia. Su fachada del lado izquierdo da al palacio de Propaganda Fide, también obra de Borromini y Bernini.
El 20 de enero de 1842, durante una visita a Roma, Alphonse Ratisbonne tuvo una visión de la Virgen María en esta iglesia, lo que lo decidió a convertirse al catolicismo.
El papa Juan XXIII otorgó el 12 de marzo de 1960 por la constitución apostólica Cum nobis, el título cardenalicio de San Andrés de las Malezas.
La pintora y retratista Angelica Kauffmann fue enterrada aquí en 1807 y también está enterrado  el pintor ruso  Oreste Kiprensky (1782-1836).
.

## Arquitectura y decoración

### Exterior

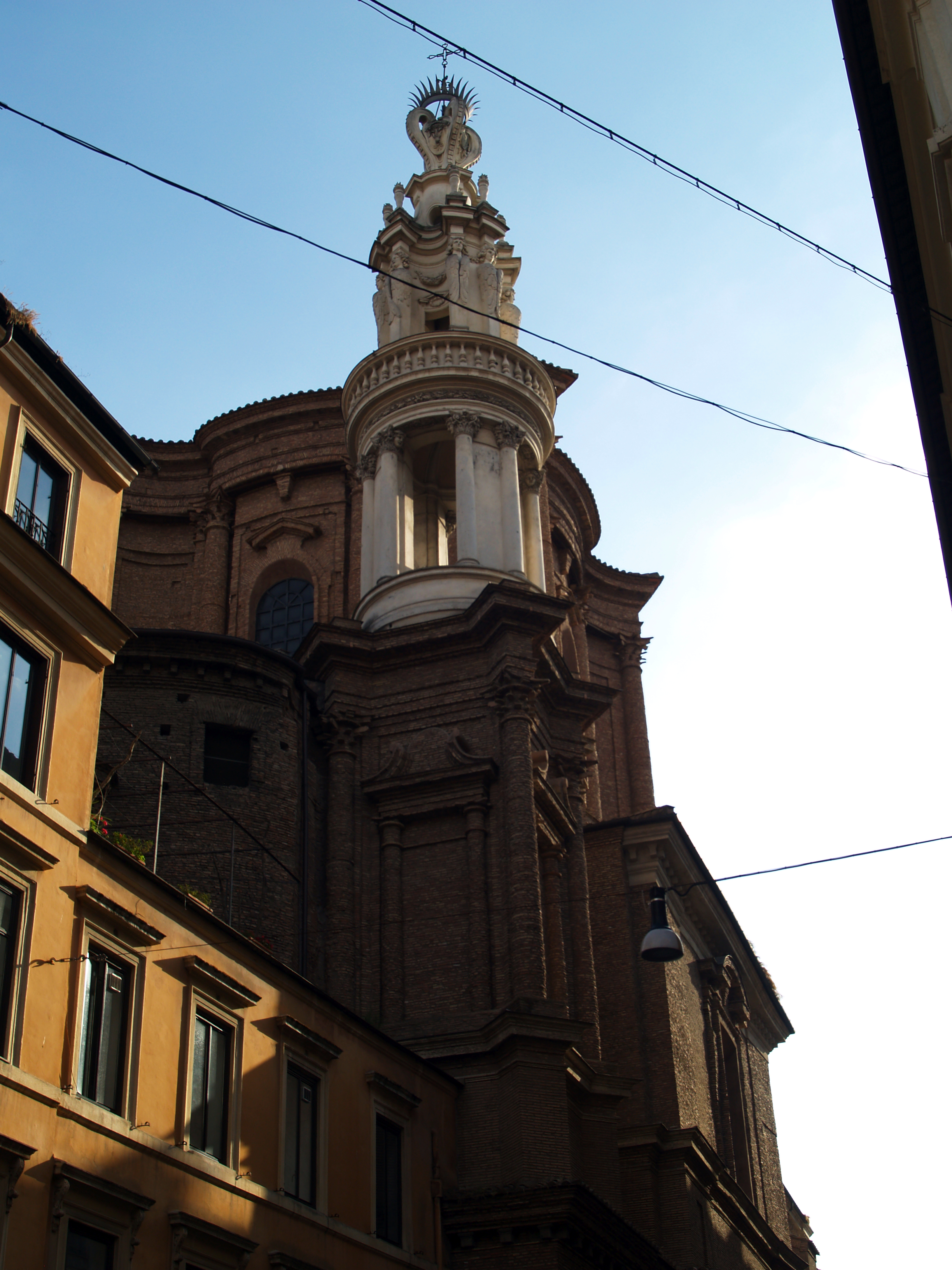
La cúpula sin revestimiento y el campanile de Borromini

Durante los trabajos del siglo XVII, Francesco Borromini construyó un campanile abierto de dos pisos de mármol blanco, con dos órdenes (con los capiteles del segundo compuestos por singulares hermas de Jano bifronte). La cúpula reforzada por contrafuertes diagonales que hacen que la arquitectura asuma la imagen de una  cruz de San Andrés (patrón de la iglesia). El contraste entre el tiburio, dejado sin revestimiento y aún en ladrillo rugoso, y el campanario, blanco y bien cuidado, es curiosisimo.
Aunque sin terminar, el complejo siempre ha sido uno de los más estudiados en la obra de Borromini. Destacan los numerosos dibujos de Filippo Juvarra que se inspiró en esta iglesia para la construcción de la cúpula de la basílica de Sant'Andrea en Mantua. La iglesia está flanqueada por un claustro que está decorado con un ciclo de frescos del siglo XVII.
La fachada de la iglesia fue rehecha en el siglo XIX gracias  a una donación de Ercole Consalvi, plenipotenciario del papa Pío VII en el Congreso de Viena (1826). Las obras fueron confiadas a Pasquale Belli, quien, probablemente siguiendo los consejos de Giuseppe Valadier, diseñó toda la fachada siguiendo los patrones tradicionales de las iglesias romanas del siglo XVI, con dos órdenes superpuestos, pero con una sensibilidad espacial diferente caracterizada por la renuncia a cada elemento decorativo que no fuese esencial, dada la pequeñez de las perspectivas y una cierta delicadeza neoclásica en el diseño de las cornisas y detalles.

### Interior

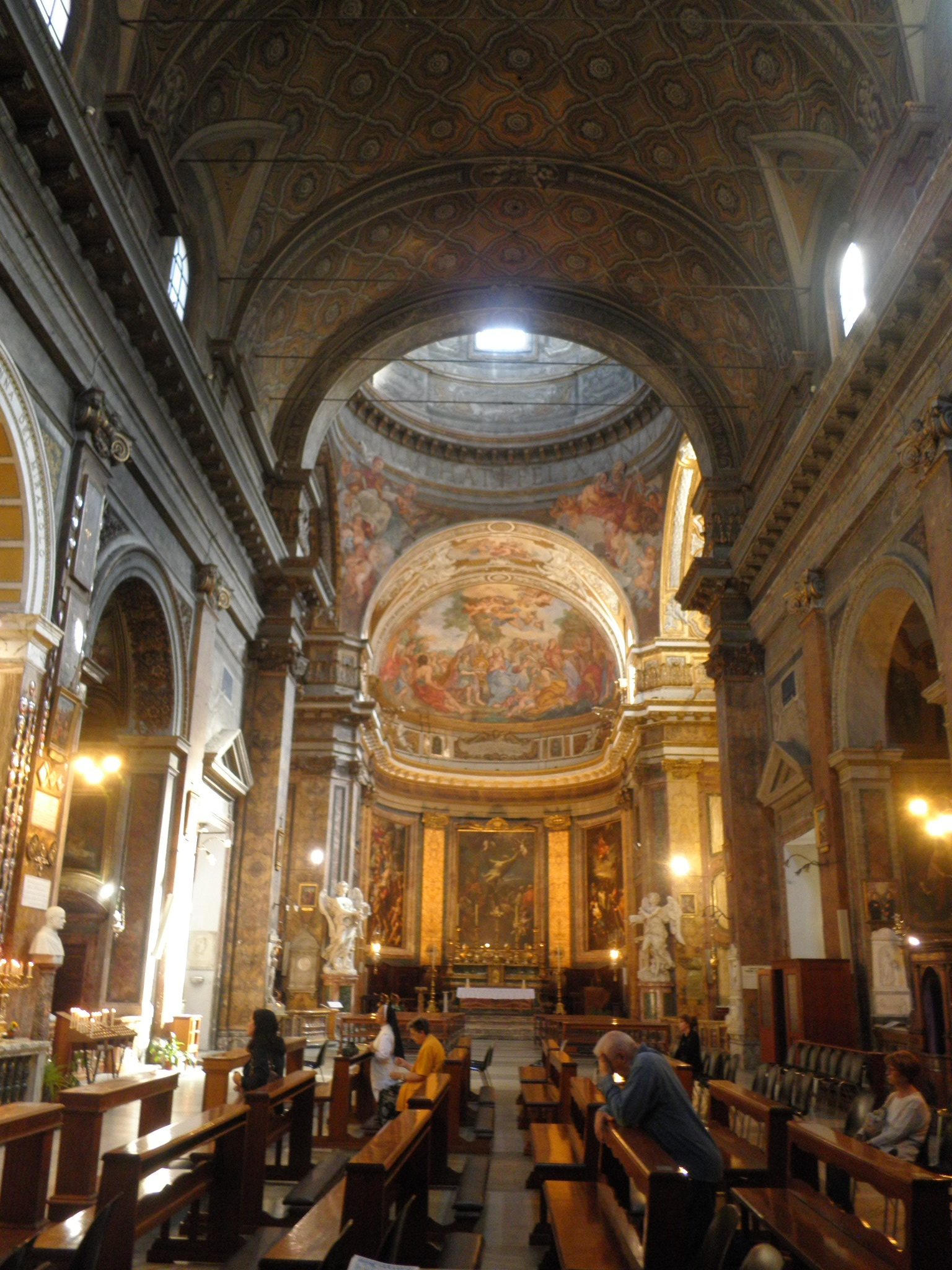
Vista del interior

La iglesia sigue el tipo de planta de cruz latina, con transepto y un ábside profundo. El  aula tiene una sola nave a lo largo de la cual hay tres capillas a cada lado. El interior, ricamente decorado, tiene varias obras de artistas de los siglos XVII y XVIII, como Francesco Cozza, Francesco Queirolo, Giovanni Battista Maini, Giuseppe Bottani, Paolo Posi, Pietro Bracci.
La segunda capilla a la derecha (perteneciente a la familia Accoramboni), quizás también obra de Borromini, originalmente tenía una estructura similar a la capilla Spada de la iglesia de San Jerónimo de la Caridad, con decoraciones de mármol que imitan un aparato funerario temporal. La del otro lado está dedicada a la Madonna del Miracolo (Virgen del Milagro), cuya efigie está representada en la pintura del  centro del retablo.
Los dos altares del transepto son obra de Luigi Vanvitelli (altar de la izquierda) y Filippo Barigioni (altar de la derecha). En el presbiterio hay telas de varios artistas, incluido el Martirio di Sant'Andrea de Francesco Trevisani.
Uno de los aspectos más destacados de la iglesia son las dos estatuas monumentales con Angeli con i simboli della Passione (1667-1669)  (Ángeles con los símbolos de la Pasión), obra de Gian Lorenzo Bernini, inicialmente esculpidos por encargo de Clemente IX para la serie del Vía Crucis que debía adornar el puente Sant'Angelo, junto a otras obras de su taller y sus discípulos. Se consideraron demasiado hermosas para quedar expuestas a los elementos atmosféricos y fueron donados al escultor. En 1729, los herederos de Bernini, que vivían en un palacio no muy lejano, donaron los dos ángeles a la iglesia, que se convirtió así en un terreno de confrontación entre los dos genios más grandes del Barroco.
Debajo del altar mayor y del área presbiteral está la cripta, en la que está el único ejemplo de putridarium de la ciudad de Roma.
El órgano de tubos de la iglesia fue construido en 1933 por la compañía Balbiani Vegezzi-Bossi y posteriormente ampliado por la compañía Continiello. Colocado en dos profundas cantorias que se abren en los dos muros laterales del presbiterio, se alimenta eléctricamente y tiene 32 registros con consola que tiene tres teclados y pedalera.

Detalles del interior
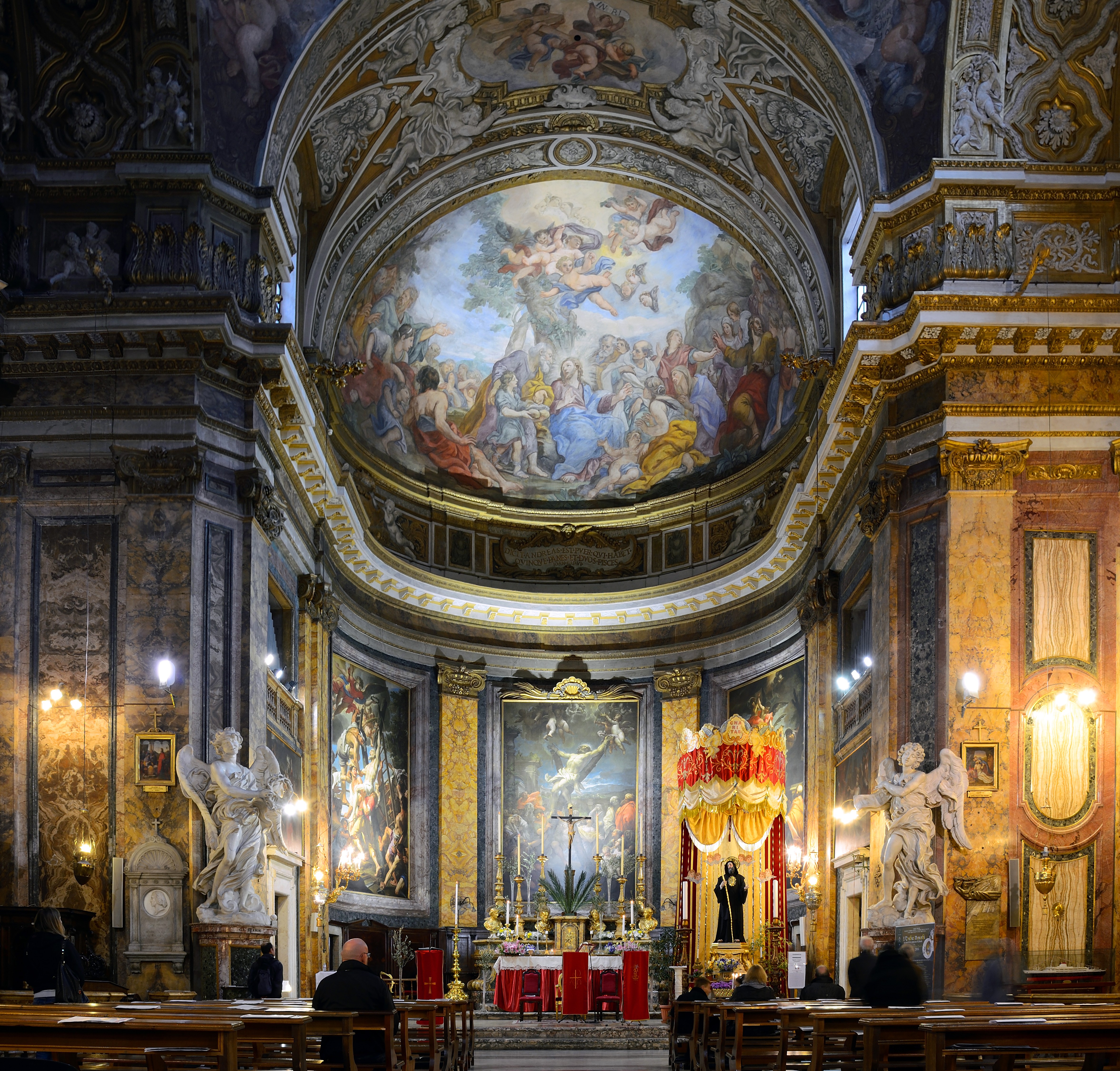
Interior con los Ángeles de Bernini
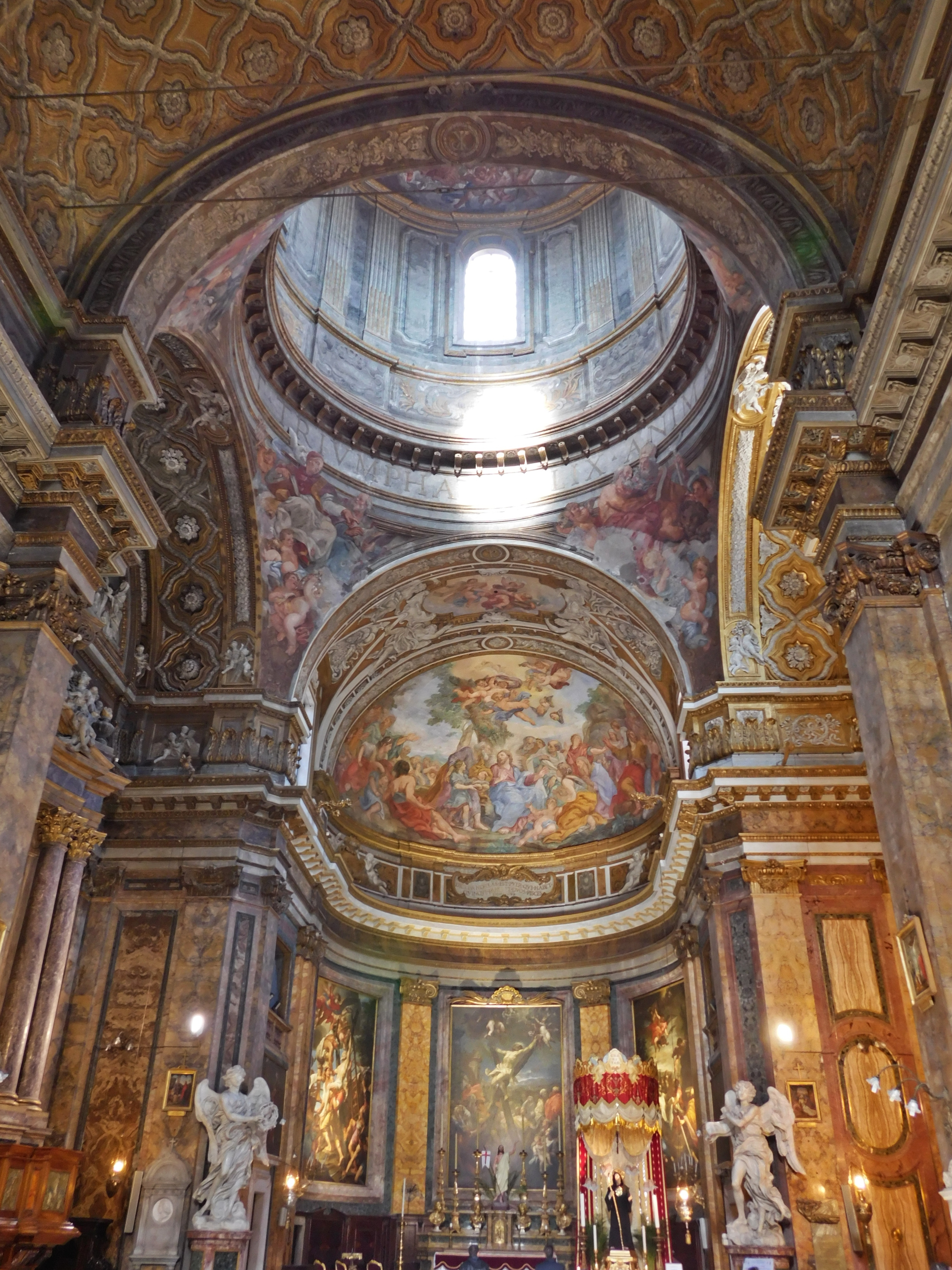
Vista en escorzo de la cúpula
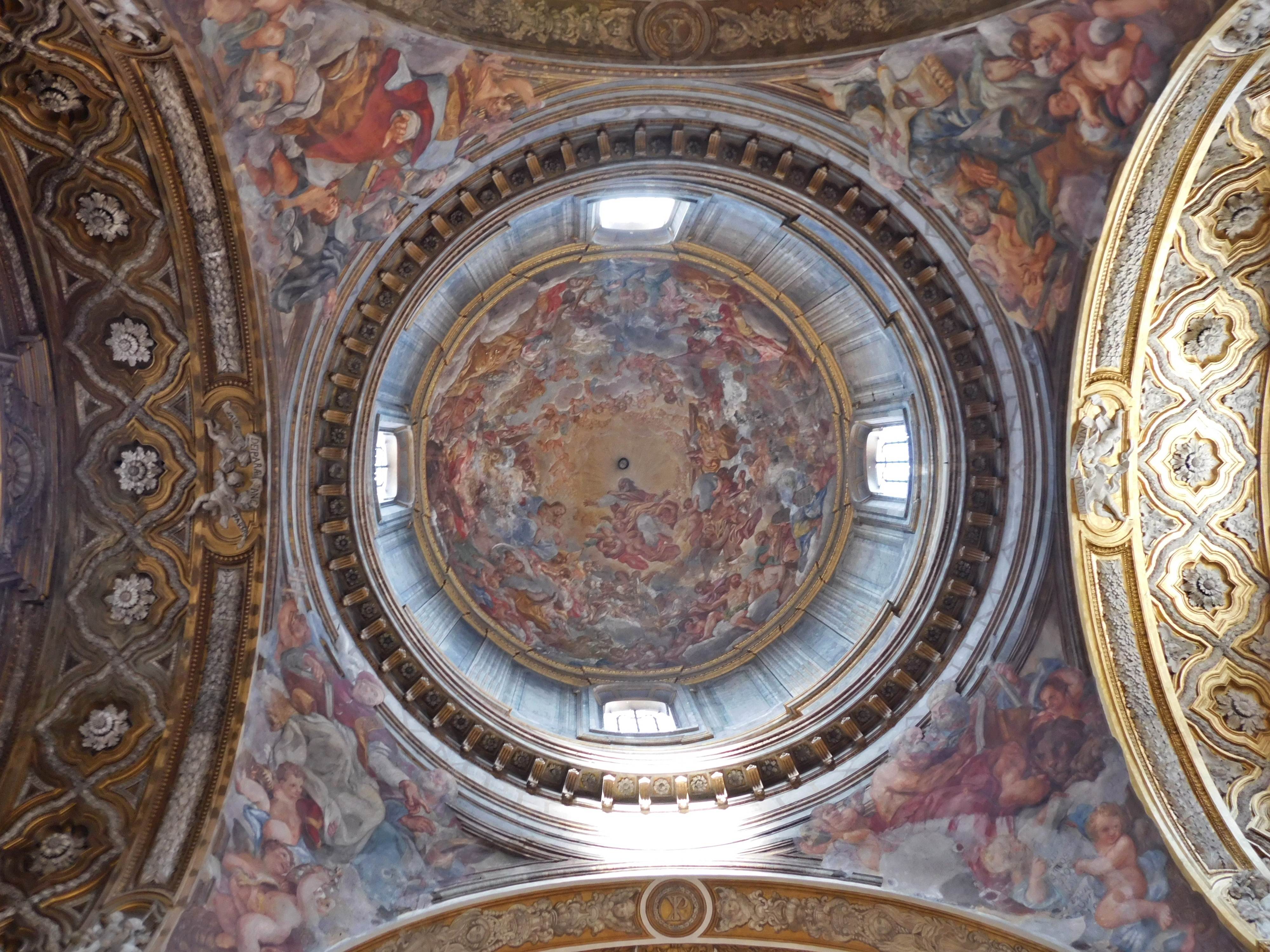
Cúpula
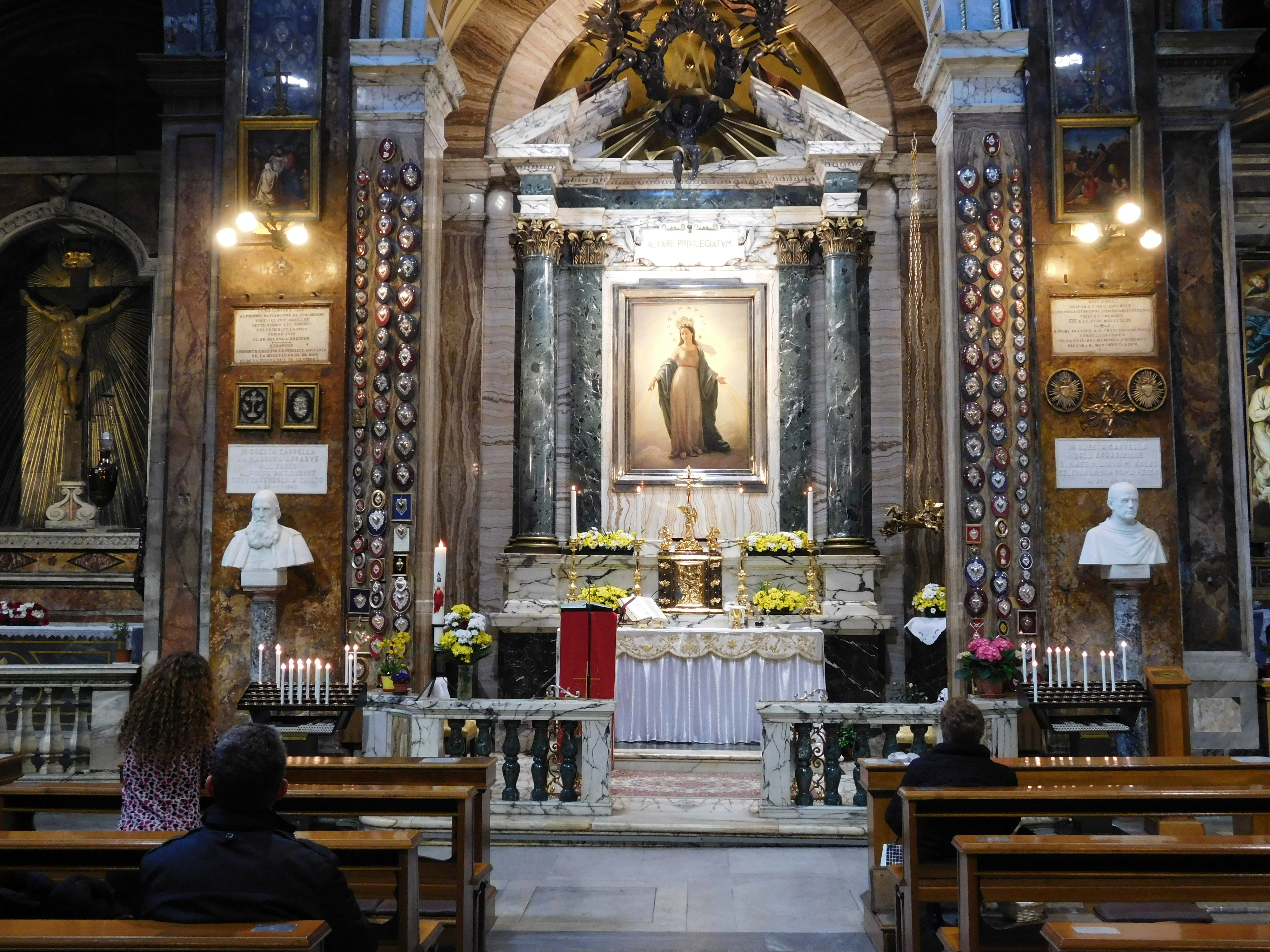
Capilla de la Madonna del Miracolo
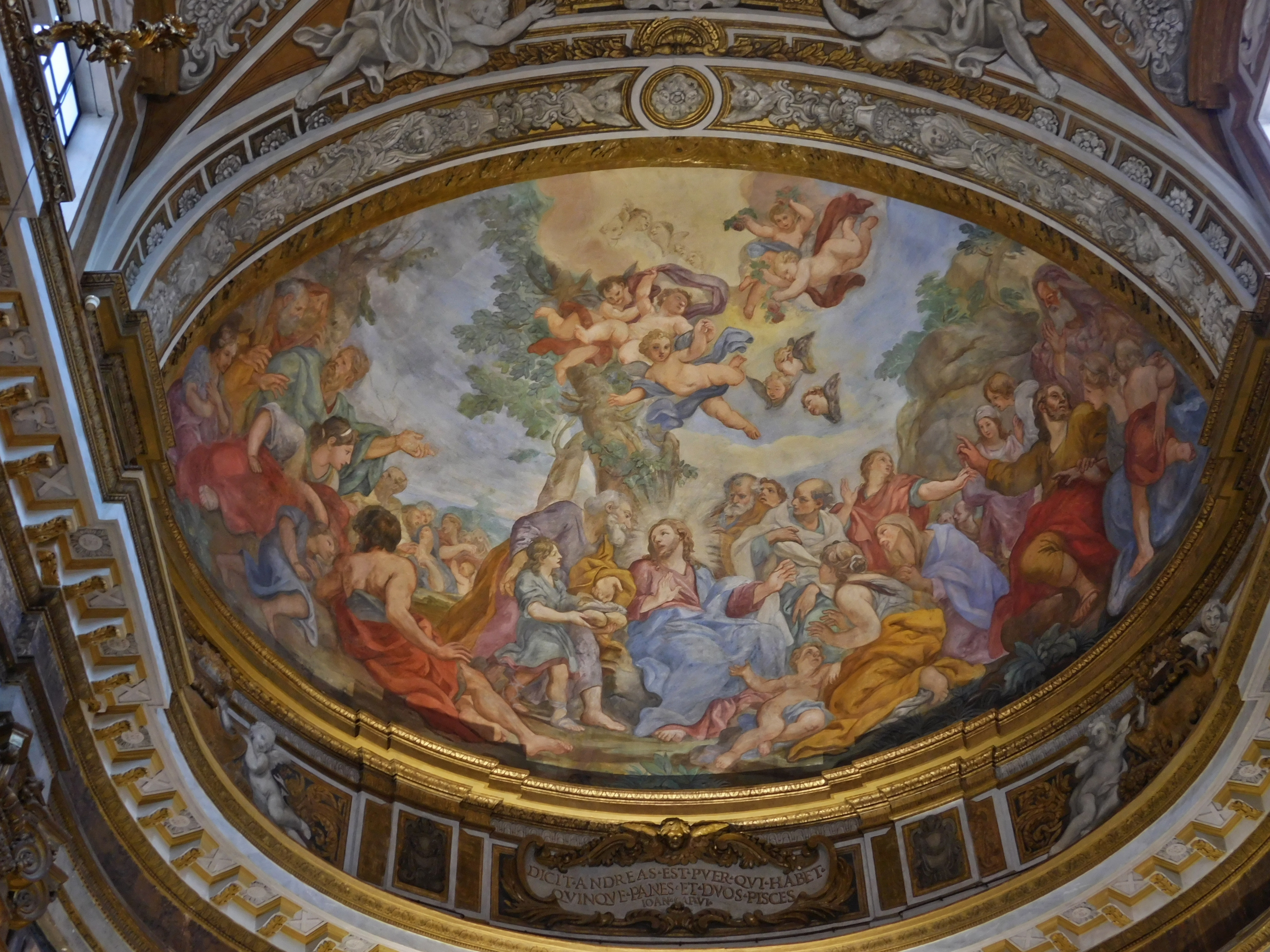
Vista del ábside

Obras artísticas
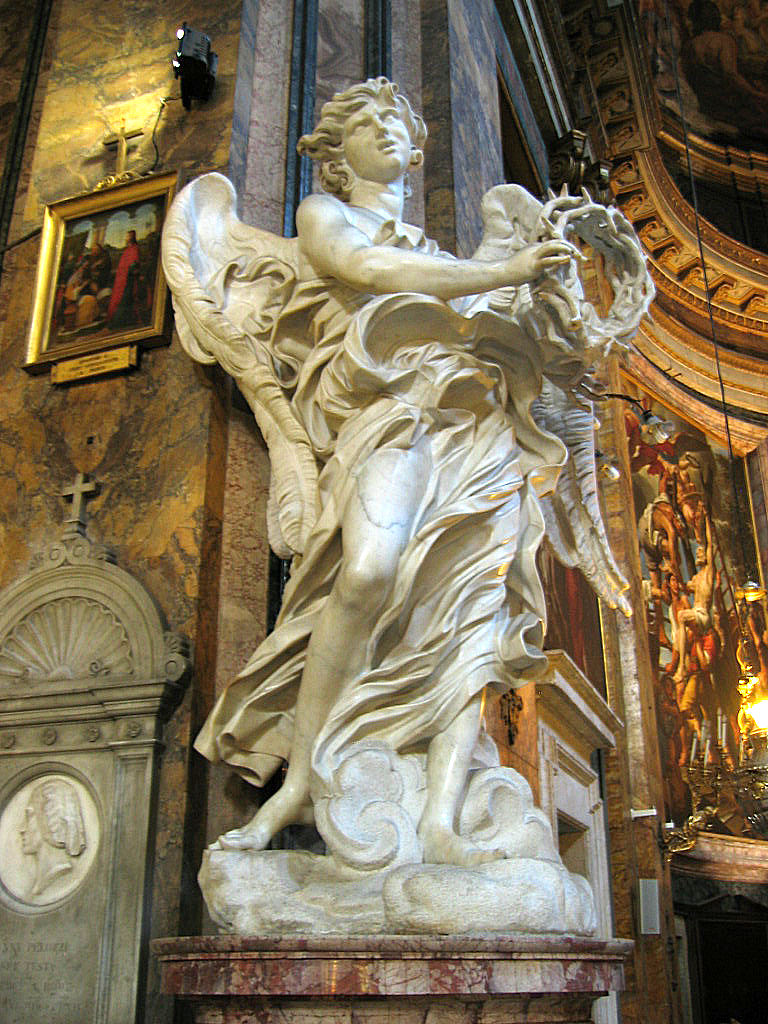
Ange à la couronne d'épines de Bernin
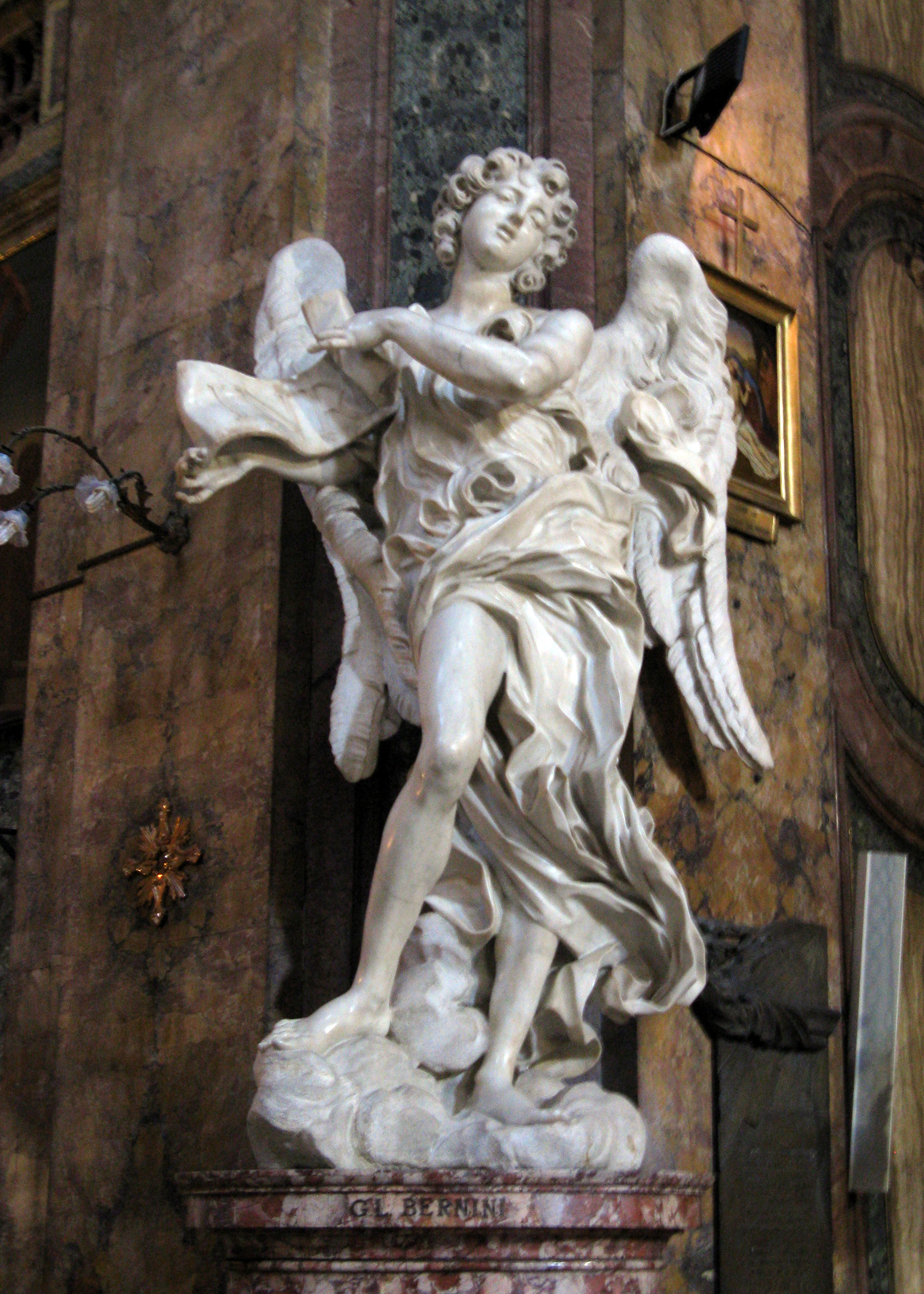
Angelo con il Titulus crucis, Gianlorenzo Bernini

## Frescos del claustro

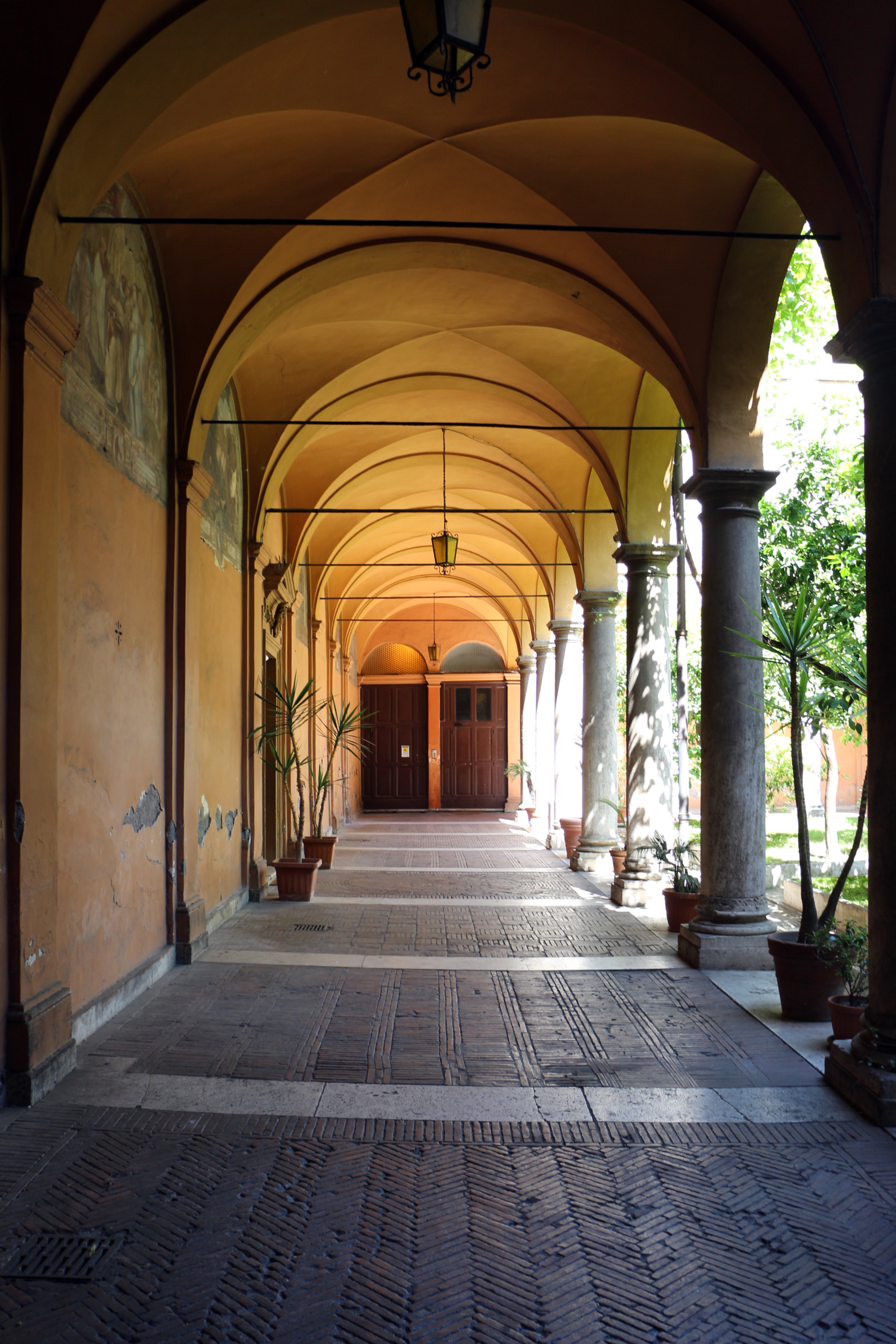
Galería del claustro, con los frescos en los tímpanos

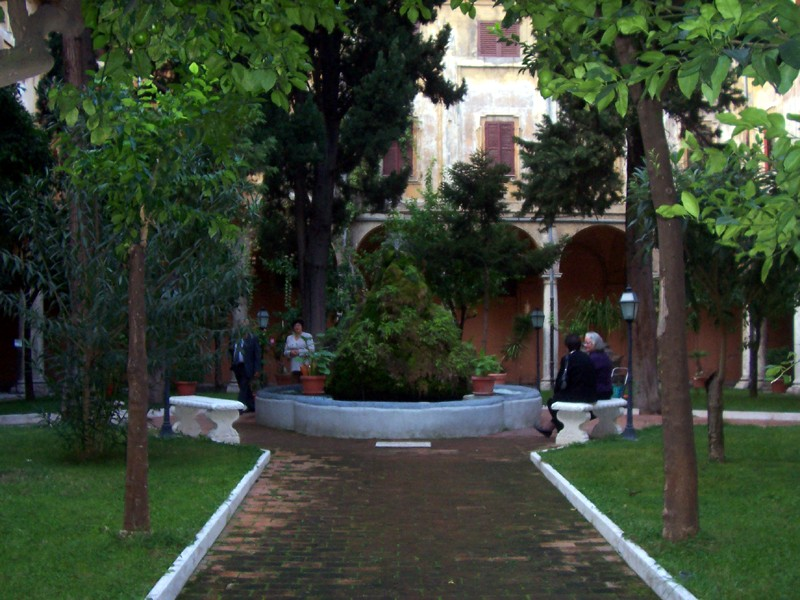
Vista del jardín del claustro

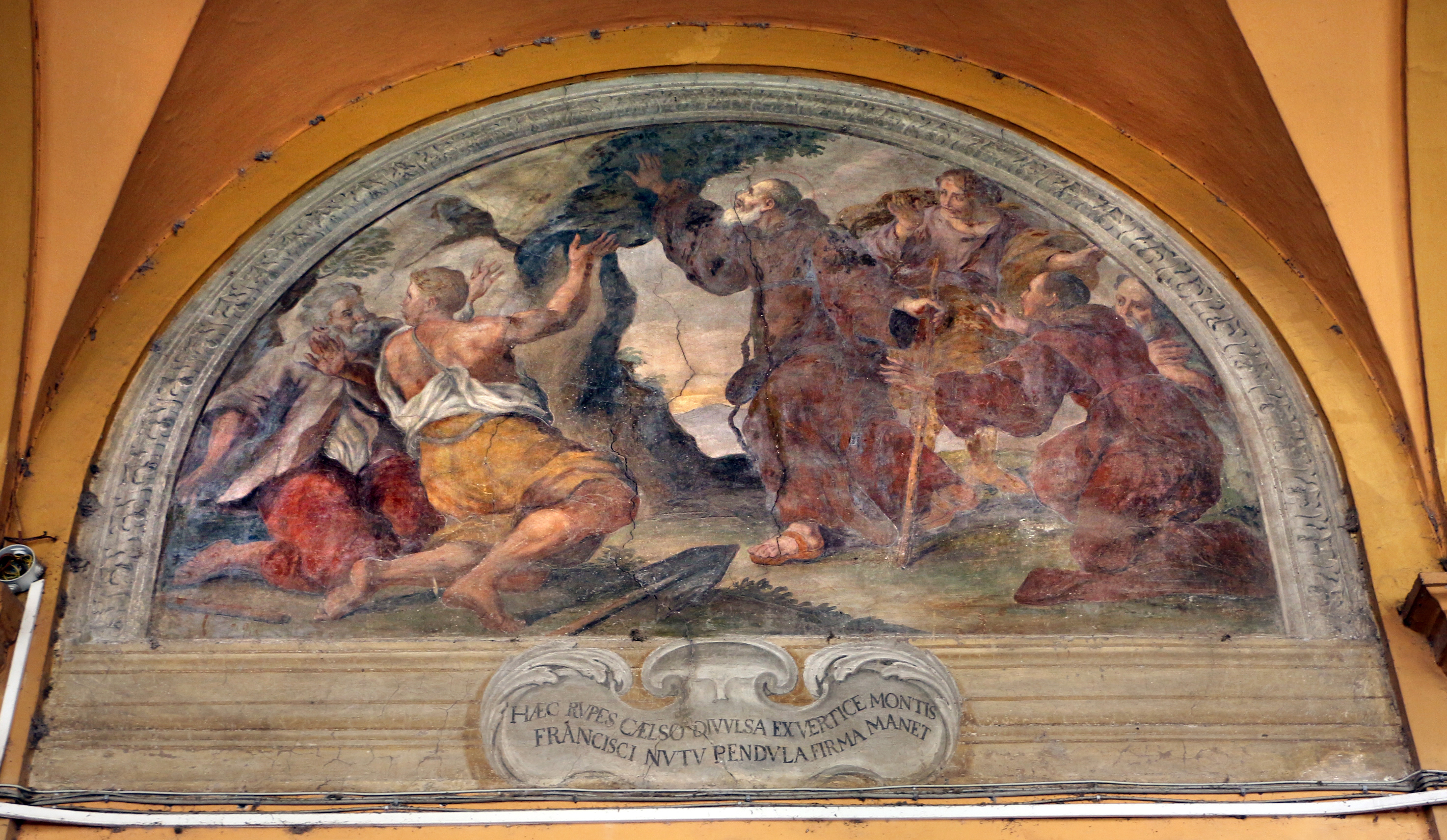
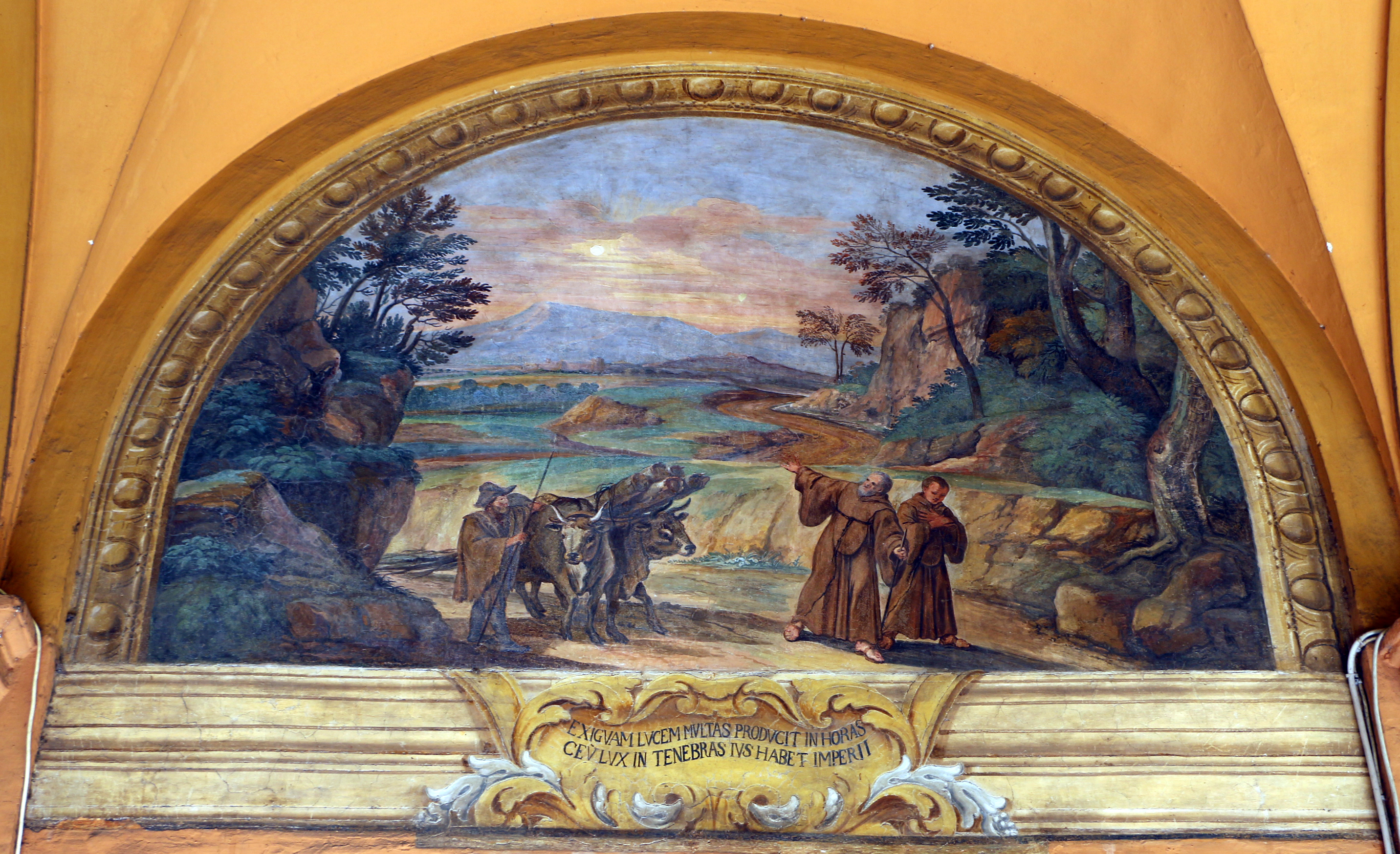

Los frescos del claustro datan del siglo XVII y cuentan la historia de san Francisco de Paula.

Frescos del claustro
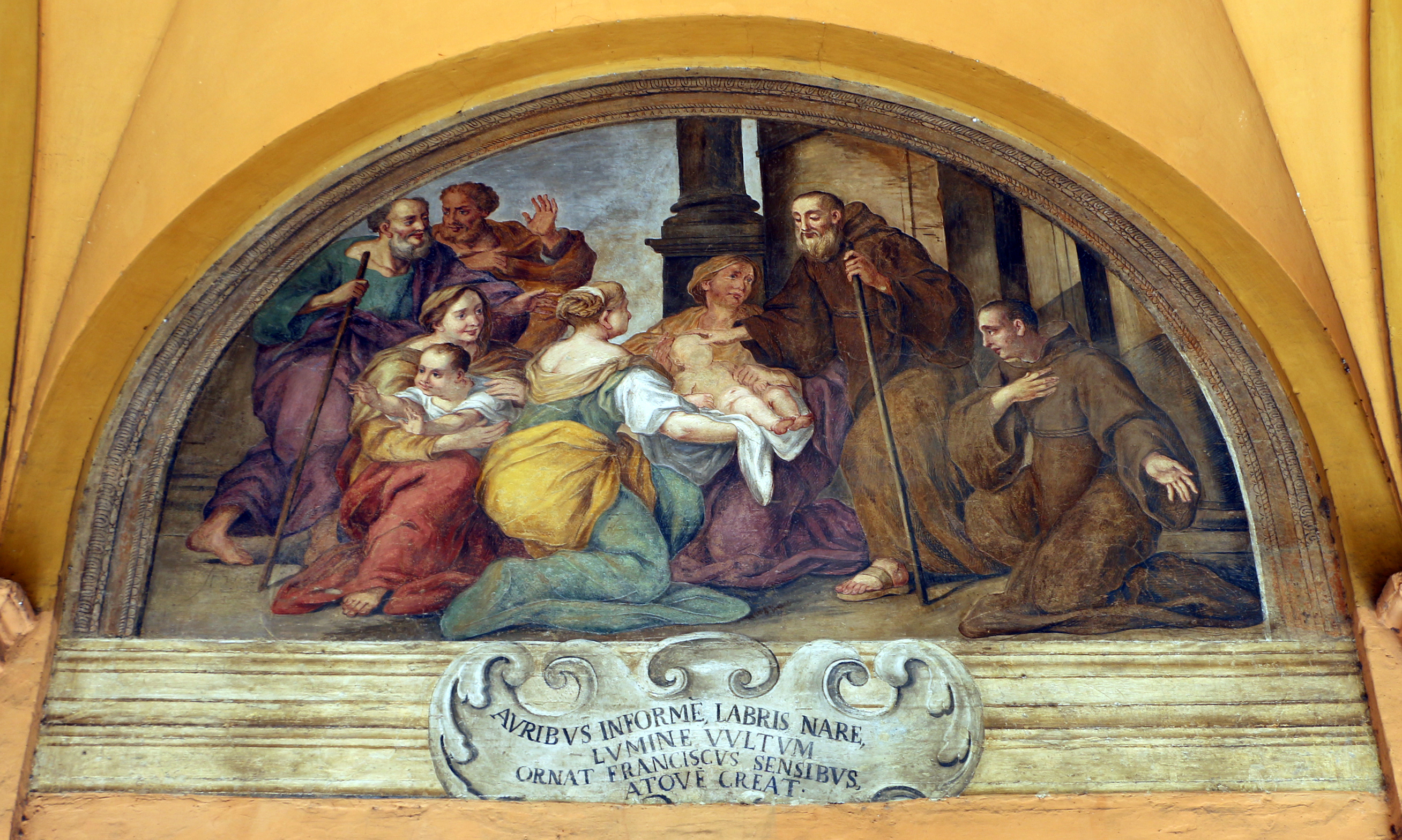
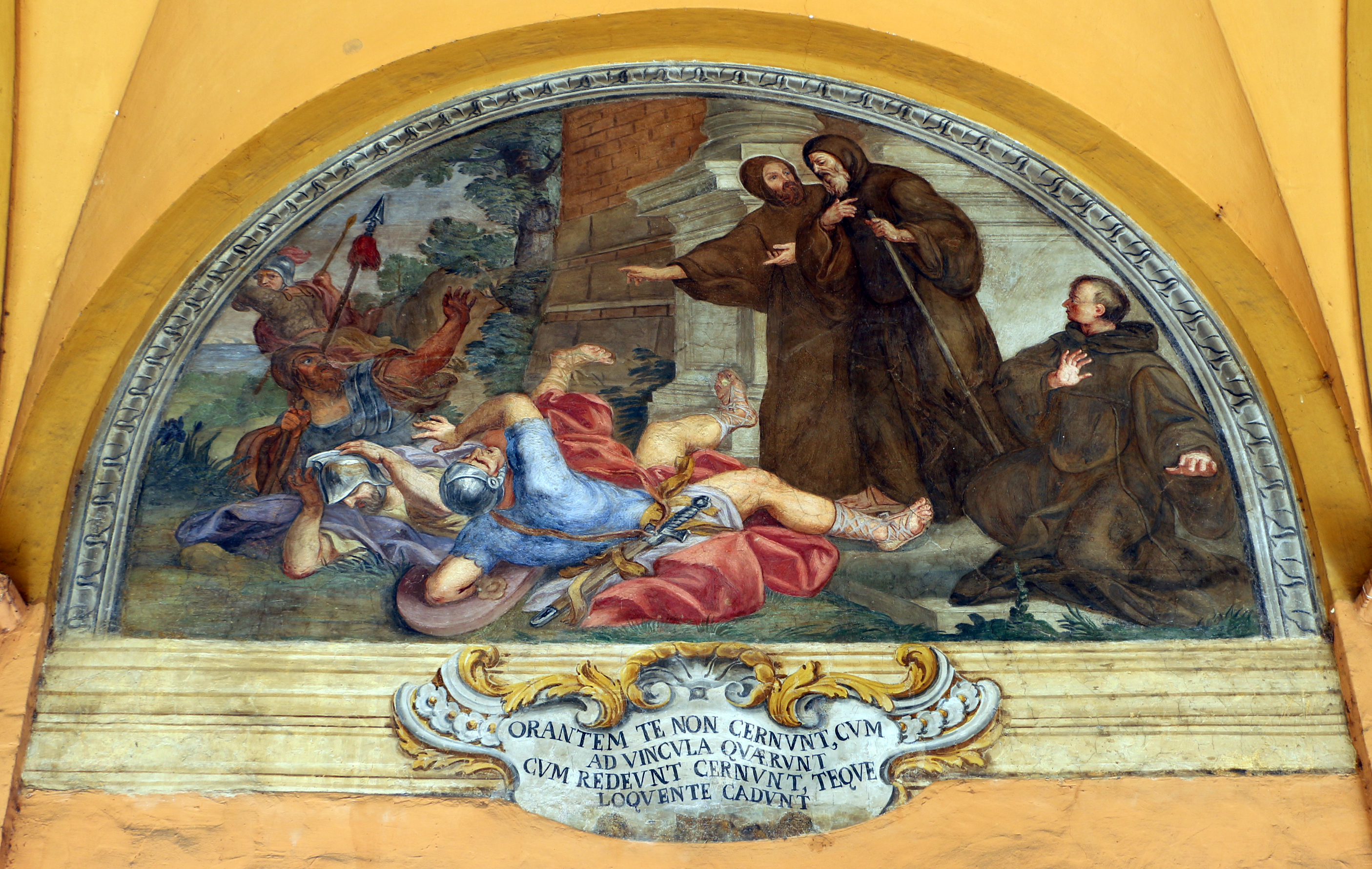
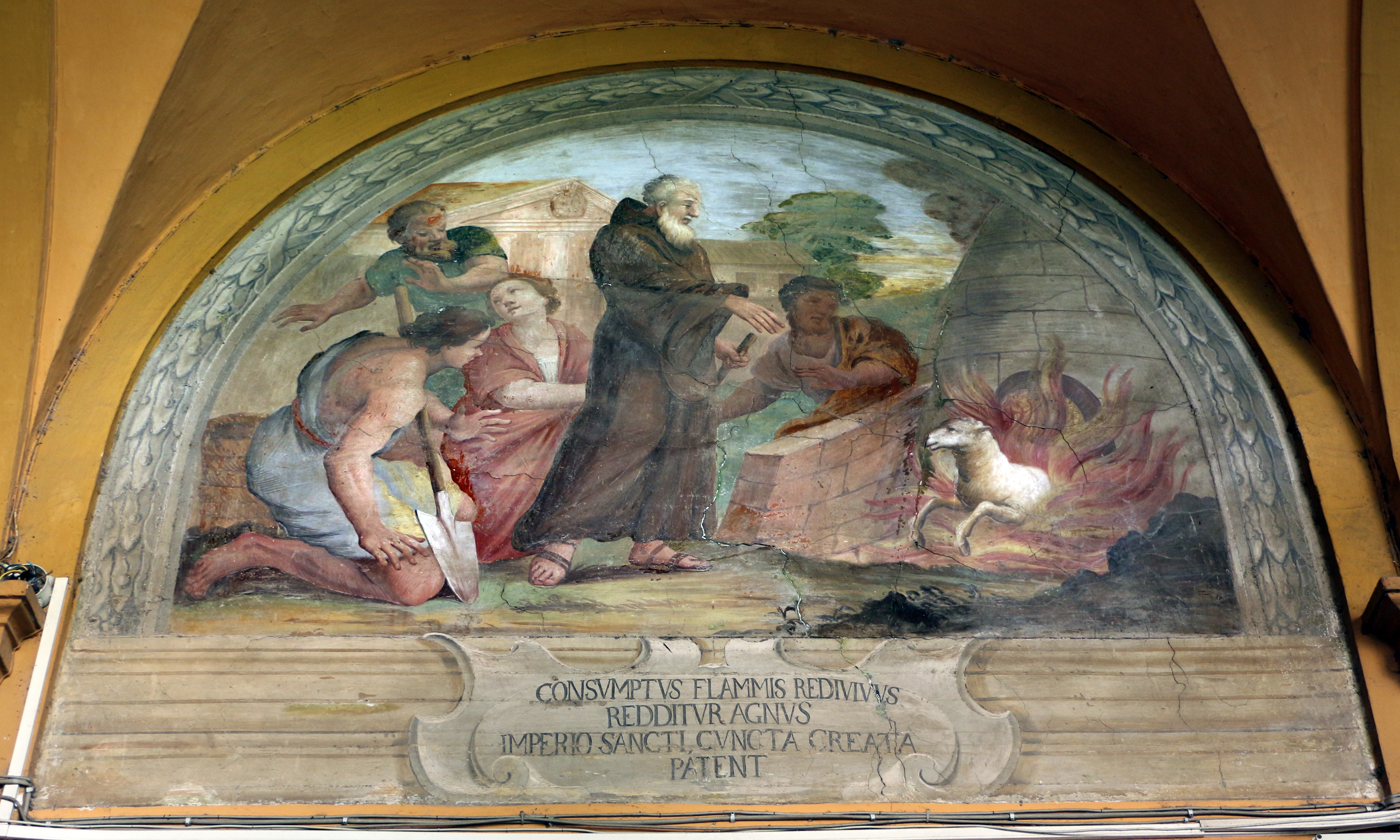